# ベム
ベム（BEM）は、bug-eyed monsterの略語で、初期のサイエンス・フィクションに登場する宇宙人あるいは宇宙怪物の総称である。
BEMは直訳すれば「昆虫の目玉を持った怪物」であり、その名の通り、昆虫の複眼のような目や、飛び出した目を備えたグロテスクな怪物として描かれる。
20世紀前半に発表されたスペースオペラ作品においてはしばしば敵役として登場する。その類型は、主人公たるヒーローに襲いかかり、ヒロインを拉致しては裸に剥く、いかにも非人間的な、あまり知性の見られない怪物というものである。ベムの呼称は、類人猿やトカゲなど地球に見られる動物に昆虫の複眼をもつ造形から来ている。
ベムはスペースオペラの全盛期にはさかんにパルプ・マガジンの表紙を飾ったが、宇宙人を描くにもそれなりの科学的合理性・生物学的考証が要求されるようになってからは、オマージュやパロディとして以外はあまりSF作品に登場しなくなった。